# 9021 Fagus
9021 Fagus este o planetă minoră (asteroid), cu un diametru de 13,096 km, din centura de asteroizi. A fost descoperită pe 14 februarie 1988 la Observatorul European Austral de Eric Walter Elst și a fost numită după Fagus. 
Obiectul prezintă o orbită caracterizată de o semiaxă mare de 2,5808136 UAi, o excentricitate de 0,17, o înclinație de 13,25482 ° în raport cu ecliptica.